# Смолей, Роман
Роман Смолей (словен. Roman Smolej; род. 6 сентября 1946, Есенице) — югославский хоккеист, игравший на позиции нападающего.

## Биография
Окончил гимназию в Есенице и высшее коммерческое училище в Мариборе. Формально в Югославии работал на чугунолитейном заводе Есенице (словен. Železarna Jesenice) с 1972 по 1988 годы, в 1988—1992 годах работал финансовым директором предприятия, в 1993—1998 году директор предприятия Cartronik Ljubljana, занимался закупками в предприятии Nirosteel (Есенице).
Как хоккеист выступал до 1968 года за клуб «Акрони Есенице». В 1968 году вместе со Славко Беравсом, Владо Югом и Руди Хити перешёл в словенский клуб «Олимпия», за что подвергся критике. Это привело к серьёзному скандалу, поскольку прежде никто не переходил из «Акрони Есенице» в стан их принципиальнейших противников. Он выступал до 1972 года за люблянскую команду. В сезоне 1973/1974 числился уже в составе клуба «Есенице». За сборную СФРЮ Смолей играл на Олимпийских играх 1968, 1972 и 1976 годов. В 15 играх на Олимпиадах забросил 6 шайб и отдал 6 голевых передач; играл на чемпионате мира 1966/1967.
В сезонах 1985/1986 и 1986/1987 Смолей работал тренером клуба «Акрони Есенице» и выиграл с ним дважды чемпионат Югославии. В 2007 году за заслуги перед словенским хоккеем введён в Словенский хоккейный зал славы.